# Xã Emmet, Quận McDonough, Illinois
Xã Emmet (tiếng Anh: Emmet Township) là một xã thuộc quận McDonough, tiểu bang Illinois, Hoa Kỳ. Năm 2010, dân số của xã này là 1.288 người.